# Carl Balsgaard
Carl Vilhelm Balsgaard (født 24. december 1812 i København, død 14. august 1893 sammesteds) var en dansk maler.
Carl Balsgaard var søn af lottoassistent og revisor Hans Balsgaard og Anna Dorothea født Weinreich. Han gik Kunstakademiets skoler igennem indtil modelskolen og vandt 1841 den lille sølvmedalje for tegning efter levende model, idet han ville uddanne sig til figurmaler. Dog havde han fra 1835 udstillet billeder med frugter, blomster og lignende, og da han var henvist til at ernære sig selv, lagde han sig tillige efter porcelænsmaling og konkurrerede endog i 1843 forgæves om den Neuhausenske Præmie i dette fag med et portræt af Bertel Thorvaldsen efter C.W. Eckersberg.
Imidlertid helligede han sig mere udelukkende frugt- og blomstermaleriet og fik i 1855 Akademiets rejseunderstøttelse i to år (1200 kr. årligt). 1848-49 opholdt han sig i Göteborg, 1855-57, med støtte af Akademiet og Det Reiersenske Fond, i Berlin, Dresden, Düsseldorf og Paris. 
Efter hjemkomsten blev han 5. juli 1858 valgt til medlem af Akademiet. 1864 blev han ansat som inspektør ved kong Christian IX's private malerisamling, og han underviste dronning Louise i maleri. 
Han søgte forgæves både det nyoprettede professorat som dekorationsmaler i 1864 og i 1865 stillingen som direktør for Den Kongelige Malerisamling efter C.J. Thomsen. 1872-73 var Balsgaard i Italien. 1867 fik han titel af professor og 1892 Ridder af Dannebrog. Hans efterladte formue gik til et legat for kunstneres enker.
Han var i 1843 blevet gift med Anna Margrete Hirth, der døde i 1868.
Af hans mere fremtrædende arbejder ejer Statens Museum for Kunst to, to findes på Bregentved (købt af grev A.W. Moltke), etatsråd Struckmann ligeledes to, og konferensråd Johan Georg Forchhammer ejede et (vundet i Kunstforeningen).
Han er begravet på Solbjerg Parkkirkegård.

## Billeder
| - Frugt- og blomsterbilleder - Opstilling med vinglas, østers, citron og andre frugter, 1848 (SMK) - Hvide druer, 1854 - Opstilling med blomster, frugter og en hummer på et bord, 1854 - Frugt- og blomstermaleri, 1857 (SMK) - Bonderoser og valmuer, 1862 - Stilleben med frugt, 1862 - En buket gladiolus Uklar datering |

| - By- og landskaber - Nytorv, 1839 - Kystlandskab med kvinde, 1849 - Københavns Domhus, 1850 - Santa Croce i Gerusalemme (no), Rom, set fra Villa Wolkonsky (sv), 1872-73 - Parti fra Københavns Havn, 1885 - Mosbegroede sten, der spejler sig i en skovbæk Uklar datering |

| - Andre værker af Carl Balsgaard - Kronprins Frederik og prinsesse Marianes indtog i København, 1841 - Billedhuggeren Hermann Ernst Freund, ca 1843 - Jesu dåb, 1844 - Kvinde med åg venter på en båd, 1849 - Italiensk dreng med æble, 1873 - Menneskelivet, en allegori, 1882/83 (SMK) - En poet Uklar datering |